# Andreï Mostovoï
Pour les articles homonymes, voir Mostovoï.
Andreï Andreïévitch Mostovoï (en russe : Андрей Андреевич Мостовой) est un footballeur international russe né le 5 novembre 1997 à Omsk. Il évolue au poste de milieu de terrain au Zénith Saint-Pétersbourg.

## Biographie

### Carrière en club
Né à Omsk, Andreï Mostovoï déménage dans la ville de Moscou à l'âge de quatre ans et intègre par la suite le centre de formation du CSKA Moscou. Il y reste jusqu'en 2012 avant de rejoindre celui du Lokomotiv Moscou et d'évoluer avec l'équipe réserve du club à partir de 2015.
Ne faisant jamais ses débuts avec l'équipe première du Lokomotiv, Mostovoï s'en va finalement à la fin de l'année 2015 pour rejoindre le FK Dolgoproudny avec qui il fait ses débuts professionnels dans la troisième division russe le 10 avril 2016 face au Znamia Trouda Orekhovo-Zouïevo, marquant à cette occasion un but tandis que les siens s'imposent 2-0.
Après seulement une demi-saison au troisième échelon, Mostovoï est recruté dès l'été 2016 par le FK Khimki avec qui il découvre la deuxième division et dispute 91 rencontres pour quatre buts marqués en une année et demie.
Ses performances lui valent de rejoindre le Zénith Saint-Pétersbourg à la fin de l'année 2018, et de finir la saison 2018-2019 sous les couleurs du club-école du Zénith-2 avec qui il est buteur à cinq reprises en treize matchs.
À l'été 2019, Mostovoï est prêté au FK Sotchi, club avec lequel il découvre cette fois la première division, jouant son premier match dans l'élite le 27 juillet 2019 contre le FK Krasnodar avant de marquer pour la première fois contre l'Akhmat Grozny le 30 septembre suivant. S'imposant comme un titulaire régulier, il cumule en tout 26 rencontres jouées au cours de l'exercice 2019-2020 pour six buts marqués et contribue au maintien du club au premier échelon.
Faisant par la suite son retour au Zénith Saint-Pétersbourg, il fait ses débuts sous ces couleurs le 7 août 2020 à l'occasion de la Supercoupe de Russie, durant laquelle il entre en jeu pour la fin de la rencontre remportée face au Lokomotiv Moscou. 

### Carrière internationale
Appelé pour la première fois avec la sélection russe par Stanislav Tchertchessov à la fin du mois d'août 2020,, Mostovoï connaît sa première sélection un peu plus d'un mois après en jouant un match amical contre la Suède le 8 octobre 2020,.
Il est par la suite retenu dans la liste initiale des joueurs appelés dans le cadre de l'Euro 2020, mais doit finalement déclarer forfait après avoir été testé positif au Covid-19.
Mostovoï marque son premier but pour la Sbornaïa le 11 novembre 2021 face à Chypre dans le cadre des éliminatoires de la Coupe du monde 2022 (victoire 6-0).

## Palmarès
Zénith Saint-Pétersbourg
- Championnat de Russie (3)
  - Vainqueur : 2021, 2022 et 2023.
- Supercoupe de Russie (3)
  - Vainqueur : 2020, 2021 et 2022.

## Statistiques
| Saison                | Club                       | Championnat           | Championnat | Championnat | Coupe(s) nationale(s) | Coupe(s) nationale(s) | Compétition(s) continentale(s) | Compétition(s) continentale(s) | Compétition(s) continentale(s) | Total | Total |
| Saison                | Club                       | Division              | M.          | B.          | M.                    | B.                    | Comp.                          | M.                             | B.                             | M.    | B.    |
| 2015-2016             | FK Dolgoproudny            | D3                    | 10          | 2           | -                     | -                     | -                              | -                              | -                              | 10    | 2     |
| 2016-2017             | FK Khimki                  | D2                    | 29          | 1           | 2                     | 0                     | -                              | -                              | -                              | 31    | 1     |
| 2017-2018             | FK Khimki                  | D2                    | 34          | 3           | 1                     | 0                     | -                              | -                              | -                              | 35    | 3     |
| 2018-2019             | FK Khimki                  | D2                    | 20          | 0           | 2                     | 0                     | -                              | -                              | -                              | 22    | 0     |
| 2018-2019             | Zénith-2 Saint-Pétersbourg | D2                    | 13          | 5           | -                     | -                     | -                              | -                              | -                              | 13    | 5     |
| 2019-2020             | FK Sotchi (prêt)           | D1                    | 25          | 6           | 1                     | 0                     | -                              | -                              | -                              | 26    | 6     |
| 2020-2021             | Zénith Saint-Pétersbourg   | D1                    | 26          | 6           | 2                     | 0                     | C1                             | 5                              | 0                              | 33    | 6     |
| 2021-2022             | Zénith Saint-Pétersbourg   | D1                    | 28          | 5           | 3                     | 2                     | C1+C3                          | 5+2                            | 0+0                            | 38    | 7     |
| 2022-2023             | Zénith Saint-Pétersbourg   | D1                    | 17          | 6           | 6                     | 0                     | -                              | -                              | -                              | 23    | 6     |
| Total sur la carrière | Total sur la carrière      | Total sur la carrière | 205         | 34          | 17                    | 2                     | -                              | 12                             | 0                              | 234   | 36    |